# Hugh Phillips
Hugh Phillips (Motherwell, 1921. április 4. – 1996. február 18.) skót nemzetközi labdarúgó-játékvezető.

## Pályafutása

### Nemzeti játékvezetés
1946-ban a Lanarkshire Referees Associationban vizsgázott, 1949-ben lett országos kerettag, majd 1951-ben sorolták az I. Liga játékvezetői közé. Pályafutása alatt levezényelt három skót kupadöntőt, négy League kupadöntőt. Az aktív nemzeti játékvezetéstől 1966-ban vonult vissza.

#### Nemzeti kupamérkőzések
Vezetett kupadöntők száma: 3.

##### Skót labdarúgókupa
| Időpont           | Helyszín                      | Mérkőzés típusa        | Mérkőzés                          | Eredmény | Nézők száma |
| ----------------- | ----------------------------- | ---------------------- | --------------------------------- | -------- | ----------- |
| 1961. április 22. | Hampden Park Stadion, Glasgow | döntő első mérkőzés    | Dunfermline Athletic FC–Celtic FC | 0 – 0    | 113 618     |
| 1961. április 26. | Hampden Park Stadion, Glasgow | döntő második mérkőzés | Dunfermline Athletic FC–Celtic FC | 2 – 0    | 87 866      |
| 1964. április 25. | Hampden Park Stadion, Glasgow | döntő                  | Rangers FC–Dundee FC              | 3 – 1    | 120 982     |
| 1965. április 24. | Hampden Park Stadion, Glasgow | döntő                  | Celtic FC–Dunfermline Athletic FC | 3 – 2    | 108 800     |

### Nemzetközi játékvezetés
A Skót labdarúgó-szövetség Játékvezető Bizottsága (JB) terjesztette fel nemzetközi játékvezetőnek, a Nemzetközi Labdarúgó-szövetség (FIFA) 1955-től tartotta nyilván bírói keretében. A FIFA JB központi nyelvei közül a angolt beszélte. Több nemzetek közötti válogatott és klubmérkőzést vezetett, vagy működő társának partbíróként segített. A skót nemzetközi játékvezetők rangsorában, a világbajnokság-Európa-bajnokság sorrendjében többedmagával a 8. helyet foglalja el 6 találkozó szolgálatával. Az aktív nemzetközi játékvezetéstől 1966-ban búcsúzott. Válogatott mérkőzéseinek száma: 15.

#### Labdarúgó-világbajnokság
A világbajnoki döntőhöz vezető úton Svédországba a VI., az 1958-as labdarúgó-világbajnokságra, Chilébe a VII., az 1962-es labdarúgó-világbajnokságra valamint Angliába a VIII., az 1966-os labdarúgó-világbajnokságra a FIFA JB bíróként alkalmazta. A FIFA JB elvárásának megfelelően, ha nem vezetett, akkor valamelyik működő társának partbíróként segített. 1966-ban kettő csoportmérkőzésen, az egyiken egyes számú besorolást kapott, játékvezetői sérülés esetén továbbvezethette volna a találkozót. Világbajnokságon vezetett mérkőzéseinek száma: 1 + 2 (partbíró).

##### 1958-as labdarúgó-világbajnokság

###### Selejtező mérkőzés
| Időpont         | Helyszín                       | Mérkőzés típusa           | Mérkőzés                  | Eredmény | Nézők száma |
| --------------- | ------------------------------ | ------------------------- | ------------------------- | -------- | ----------- |
| 1957. május 1.  | Windsor Park Stadion, Belfast  | előselejtező (8. csoport) | Észak-Írország–Portugália | 3 : 0    | 32 000      |
| 1957. május 8.  | Wembley Stadion, London        | előselejtező (1. csoport) | Anglia–Írország           | 5 : 1    | 52 000      |
| 1957. május 19. | Dalymount Park Stadion, Dublin | előselejtező (1. csoport) | Írország–Anglia           | 1 : 1    | 36 000      |

##### 1962-es labdarúgó-világbajnokság

###### Selejtező mérkőzés
| Időpont           | Helyszín             | Mérkőzés típusa           | Mérkőzés               | Eredmény | Nézők száma |
| ----------------- | -------------------- | ------------------------- | ---------------------- | -------- | ----------- |
| 1961. október 22. | Népstadion, Budapest | előselejtező (4. csoport) | Magyarország–Hollandia | 3 : 3    | 30 000      |

##### 1966-os labdarúgó-világbajnokság

###### Selejtező mérkőzés
| Időpont              | Helyszín               | Mérkőzés típusa           | Mérkőzés               | Eredmény | Nézők száma |
| -------------------- | ---------------------- | ------------------------- | ---------------------- | -------- | ----------- |
| 1965. szeptember 15. | Ullevaal Stadion, Oslo | előselejtező (3. csoport) | Norvégia–Franciaország | 0 : 1    | 31 234      |

###### Világbajnoki mérkőzés
| Időpont          | Helyszín                        | Mérkőzés típusa              | Mérkőzés   | Eredmény | Nézők száma |
| ---------------- | ------------------------------- | ---------------------------- | ---------- | -------- | ----------- |
| 1966. július 12. | Hillsborough Stadion, Sheffield | csoportmérkőzés (B. csoport) | NSZK–Svájc | 5 : 0    | 36 000      |

#### Brit Bajnokság
1882-ben az Egyesült Királyság brit tagállamainak négy szövetség úgy döntött, hogy létrehoznak egy évente megrendezésre kerülő bajnokságot egymás között. Az utolsó bajnoki idényt 1983-ban tartották meg.
| Időpont            | Helyszín                      | Mérkőzés típusa | Mérkőzés              | Eredmény |
| ------------------ | ----------------------------- | --------------- | --------------------- | -------- |
| 1956. október 6.   | Windsor Park Stadion, Belfast | csoportmérkőzés | Írország–Anglia       | 1 : 1    |
| 1956. november 14. | Wembley Stadion, London       | csoportmérkőzés | Anglia–Wales          | 3 : 1    |
| 1960. október 8.   | Windsor Park, Belfast         | csoportmérkőzés | Észak-Írország–Anglia | 2 : 5    |

## Sikerei, díjai
1968-ban a nemzetközi játékvezetés hírnevének erősítése, hazájában 10 éve a legmagasabb Ligában (osztályban) folyamatosan tevékenykedő, eredményes pályafutása elismeréseként, a FIFA JB felterjesztésére az 1965-ben alapított International Referee Special Award címmel és oklevéllel tüntette ki.

## Külső hivatkozások
- Pillips Hugh. World Referee. [2012. szeptember 15-i dátummal az eredetiből archiválva]. (Hozzáférés: 2013. január 5.)
- Pillips Hugh. footballzz.com. (Hozzáférés: 2013. január 5.)
- Pillips Hugh. scoreshelf.com. [2015. április 2-i dátummal az eredetiből archiválva]. (Hozzáférés: 2013. január 5.)
- Pillips Hugh. eu-football.info. (Hozzáférés: 2013. január 5.)
- Pillips Hugh. weltfussball.de. (Hozzáférés: 2013. január 5.)
- Pillips Hugh. heraldscotland.com. (Hozzáférés: 2013. január 5.)

| Elődje: Bobby Davidson | Skót labdarúgókupa döntő 1960–1961 | Utódja: Thomas Wharton |

| Elődje: Thomas Wharton | Skót labdarúgókupa döntő 1963–1964 | Utódja: Hugh Phillips |

| Elődje: Hugh Phillips | Skót labdarúgókupa döntő 1964–1965 | Utódja: Thomas Wharton |